# Heterocranaus lutescens
Heterocranaus lutescens is een hooiwagen uit de familie Cranaidae.